# ناتالي وين
ناتالي وين (بالإنجليزية: Natalie Wynn)‏ هي منشئة محتوى أمريكية ومعلقة سياسية على يوتيوب. ولدت في 21 أكتوبر 1988 في مقاطعة أرلنغتون، الولايات المتحدة. استكشفت مقاطع الفيديو الخاصة بها عن السياسة والجنس والأخلاق والعرق والنقد الاجتماعي والفلسفة على قناتها ContraPoints ، وغالبًا ما تقدم حججًا مضادة للجدل السياسي اليميني المحافظ. تم تنظيم العديد من مقاطع الفيديو الخاصة بها على شكل مناظرات بين شخصيات مختلفة تلعبها بنفسها. حظيت مقاطع الفيديو التابعة لها بإشادة إيجابية من النقاد وتمت الإشادة بمجموعاتها وأزياءها المصممة بشكل معقد ونغمتها الفكاهية الداكنة.

## روابط خارجية
- ناتالي وين على موقع IMDb (الإنجليزية)
- ناتالي وين على موقع قاعدة بيانات برودواي على الإنترنت (الإنجليزية)
- ناتالي وين على موقع كينوبويسك (الروسية)